# 中丸雄一
中丸雄一（日语：／ Nakamaru Yūichi，1983年9月4日—）出身於日本東京都北区，為日本偶像經紀公司傑尼斯事務所旗下的男子偶像團體「KAT-TUN」成員之一，代表色為紫色。勤練Beat Box，為傑尼斯事務所旗下藝人少見的才藝。血型O型、處女座。

## 曾參與團體
- B.B.A.
- M.A.D.
- B.B.D.
- KAT-TUN
- 年男ユニット

## 個人曲
- 2002年歌迷至聖：愛してる愛してない
- 2003年Ko年モ Ah Taiヘン ThankU Natsu：Misty
- Understandable
- Shooting star
- My weather
- key of life(收錄於專輯「cartoon KAT-TUN II You」)
- SMACK(收錄於單曲「DON'T U EVER STOP」的初回限定盤3)
- Answer(收錄於單曲「Going!」的初回限定盤2)
- WHITE WORLD(收錄於專輯「Break the Records -by you & for you-」)
- FILM(收錄於專輯「NO MORE PAIИ」)
- STEP BY STEP(收錄於專輯「CHAIN」)
- Snowflake(收錄於單曲「EXPOSE」的初回限定盤2)
- クレセント(收錄於單曲「come Here」)
- The way
- Marionation(收錄於專輯「CAST」)

## 演出作品

### 連續劇
- 『青春男孩』--鹿須賀 役(日本テレビ1999年5月-6月)
- 『壽司王子！』--河原太郎 役(朝日電視台2007年7月-9月)
- 『RESCUE〜特別高度救助隊』--北島大地 役(TBS電視台2009年1月-3月)
- 『ハンチョウ〜神南署安積班〜シリーズ3第10話』-- 園田忍 役(TBS電視台2010年9月6日)
- 『ラストマネー -愛の値段-』--大野圭吾役 (NHK 2011年10月5日~10月25日)
- 『被稱作早海的日子』 --早海馨役 (日本富士電視台 2012年1月15日~3月18日)
- 『主に泣いてます - 總是在哭』　--赤松啓介役 （富士電視台 2012年7月7日~9月8日）
- 『間違われちゃった男  - 被搞錯的男人』-- 川村靖 役（富士電視台2013年4月13日 - 6月22日）
- 『変身インタビュアーの憂鬱 - 變身訪問者的憂鬱』-- 主演・白川次郎 / 青沼霧生 役（TBS電視台 2013年10月21日 - 12月23日）
- 『FIRST CLASS』　-- 西原樹 役 （富士電視台 2014年4月19日~6月21日）
- 『FIRST CLASS 2』　-- 西原樹 役 （富士電視台 最終話（2014年12月24日）)
- 『99.9不可能的翻案』　-- 石川陽一 役 （TBS電視台 完結篇（2016年6月19日）)
- 『マッサージ探偵ジョー （页面存档备份，存于） -  按摩偵探丈』　- 主演・矢吹原丈 役（東京電視臺 2017年4月 -    ）
- 『我要準時下班』 -- 飾演 諏訪巧 （TBS電視台 2019年4月16日 - 6月25日）

### 單發劇
- 『怖い日曜日 「動かすなっ!」 』-- 第5話出演(日本電視台1999年8月8日)
- 『怖い日曜日〜新章〜 「「夢」黒マントの男の謎 」 』-- 第10話出演(日本電視台1999年12月5日)
- 『FNS27小时电视 2000 FNS 1亿2700万人の27时间テレビ梦列岛～家族 爱 Love You～SP电视剧《父さん》』(2000年7月8日／和樱井翔共演)
- 『怖い日曜日〜2000〜 「「祠の秘密」お前なんか消えてしまえ 」 』-- 徹 役　第8話出演 (日本電視台2000年8月27日)
- 『金田一少年事件簿～吸血鬼傳説殺人事件～！』-- 仲根 役(日本電視台2005年9月24日)
- 『向田邦子生誕八十年記念SP 「母の贈物」』《母亲的赠礼》电视剧sp—和歌森正明 役(TBS2009年9月14日)
- ダチタビ第一章ダルセーニョなキャンプ-高丸雄一 役 (日本電視台2011年10月5日)和增田貴久共演
- 『被稱作早海的日子』特別篇前篇-早海馨 役（富士電視台、2012年6月10日）
- 『被稱作早海的日子』特別篇後篇-早海馨 役（富士電視台、2012年6月17日）
- 『The Partner 〜給摯愛的百年朋友〜』－畠山紀彰 役（TBS電視台、2013年9月29日）

### 電影
- 『銀幕版 壽司王子！～前進紐約～』--(2008年4月19日上映)--河原太郎 役

### 舞台劇
- SHOCK is Real Shock - 堂本光一主演(2003)
- Summary - News VS KAT-TUN (2004)
- DREAM BOY - 座長：瀧澤秀明 (2005)
- DREAM BOYS - 関ジャニ∞共同出演 (2006)
- 中丸的快樂時光(2008/8/10～8/24－東京；8/27～9/2－大阪)
- DREAM BOYS - [東京]帝国劇場出演 亀梨和也 田中聖 中丸雄一 (2011/09/03~25)
- 中丸的快樂時光2
- 中丸的快樂時光3

### 演唱會
- 2002年8月10～28日：歌迷至聖～夏CON(回應55萬人的愛)
- 2003年8月8日－28日：Ko年モ Ah Taiヘン ThankU Natsu
- 2003年8月12日－20日：台場大冒險
- 2004年12月28日－2005年1月10日：海賊帆(至此累計超過100場)
- 2005年3月25日－8月28日：Spring 05 Looking KAT-TUN(3月25日～3月27日橫濱演唱會Spring 05 Looking KAT-TUN、5月29日～6月26日追加全國巡迴演唱會Looking 05 KAT-TUN、8月26日～28日追追加橫濱演唱會Looking KAT-TUN 2005ing)
- 2006年3月17日－5月14日：KAT-TUN Spring Concert(3月17日東京巨蛋出道演唱會Special TOKYODOME CONCERT、3月28日～5月7日全國巡迴演唱會Spring Tour '06 Live of KAT-TUN "Real Face"、5月13日～14日追加東京巨蛋演唱會Spring Tour '06 in TOKYO DOME Live"Real Face")
- 2007年4月3日－6月17日：TOUR 2007 cartoon KAT-TUN II You
- 2008年6月21日－8月5日：KAT-TUN LIVE TOUR 2008 QUEEN OF PIRATES
- 2008/8/10～9/2－中丸的快樂時光(8/10～8/24－東京；8/27～9/2大阪)
- 2009年5月15日－5月21日：KAT-TUN LIVE TOKYO DOME 2009 (不滅の10日間ライフ), 追加場次：5月22日,6月14－15日(東京巨蛋) 及 5月29－31日(京セラドーム大阪)
- 2009年7月22日－8月23日：KAT-TUN SUMMER'09 Break the Records Tour
- 2010年5月2日－8月28日:KAT-TUN　LIVE TOUR 2010 ,WORLD BIG TOUR :東京、大阪、韓國、台灣

### 節目
- You們！(中丸雄一・田中聖 主持)(日本電視台、2006年10月8日－2007年9月30日)
- Cartoon KAT-TUN(KAT-TUN 主持)(日本電視台、2007年4月4日－2010年3月24日)
- ザ少年倶楽部(中丸雄一・小山慶一郎 主持)(NHK、 2006年4月－)
- ドスペ2芸能界スシ雑学王子決定戦!(朝日電視台、2008年3月15日)
- KAT-TUN中丸が行く!香港グルメエンタメツアー!!世界一“スシ王子!”への道(朝日電視台、2008年4月13日)
- 天才をつくる！ガリレオ脳研(中丸雄一 主出演者)(朝日電視台、2010年－)
- シューイチ(shu 1)（中丸擔任評論員）（日本電視台、2011年4月-）

播放時段：每週日08:00～09:55
2011年7月10日起，新增以中丸所主持的新單元：「KAT-TUN 中丸雄一のまじっすか!?」〈簡稱「まじっすか」(真的嗎)〉
- 世界ルーツ探検隊 - 主持 （朝日電視台、2017年4月-）

### 廣告
- LOTTE 「CRUNKY」巧克力棒(2002～)
- LOTTE 「PLUSX」口香糖(2004～)
- Rohto製薬「もぎたて果実」護脣膏 (2005)
- Rohto製薬「Cキューブシリーズ」隱形眼鏡藥水 (2005)
- NTT DoCoMo 「FOMA 902i」手機 (2005~2006)
- スカイパーフェク・コミュニケーションズ「SKY PerfecTV!」(2006)
- NTT DoCoMo 「new 9 シリーズ」(2006年)
- NTT DoCoMo「FOMA903i」(2006年)

### 廣播
- KAT-TUNのがつーん（田口淳之介、中丸雄一 主持、文化放送）

日本播放時間：每週一 24:00～24:30

## 外部連結
- 中丸雄一在互联网电影资料库（IMDb）上的資料（英文）
- 中丸雄一的X（前Twitter）
- 中丸雄一的Instagram帳戶